# Fienie Theron
Fienie Theron (ur. ?) – namibijska lekkoatletka specjalizująca się w skoku o tyczce.

## Rekordy życiowe
- skok o tyczce – 2,10 (1998) były rekord Namibii[1]